# Museu Boca del Calvari
El Museu Boca del Calvari és un museu situat a Benidorm, Marina Baixa. Té la seua seu en l'espai que anteriorment ocupava l'antic ajuntament i està dedicat a exposicions temporals relacionades amb la història del municipi. Aquest museu i L'Hort de Colón, separats aproximadament 50 metres, constitueixen l'únic espai museístic de la ciutat.

## Història
En 2011, es va pensar dedicar-lo a la història del turisme de la ciutat. El museu va ser inaugurat al febrer de 2014 sense obrir-se al públic atès que no s'havia acordat com escometre la seua gestió. Finalment, va obrir les portes al març de 2015 amb una exposició temporal, de tres mesos de durada, dedicada als 275 de la Mare de Déu del Sufragi, patrona de Benidorm.

## Seu
El museu se situa en una casa on fins a mitjan dècada de 1970 es trobava l'antic ajuntament. L'immoble va ser donat per Gaspar Ortuño Ors en 1916. A canvi, l'Ajuntament es va comprometre a mantindre i conservar el panteó familiar dels Ortuño, situat al cementeri municipal Mare de Déu del Sufragi.
La casa va ser demolida per complet i al seu lloc es va erigir un nou edifici per servir com a seu del museu. Al principi es volia reconstruir l'immoble tal com era, però posteriorment es va optar per donar-li un «toc de modernitat» amb la planta baixa dotada d'una gran vidriera. Amb un cost de 1,6 milions d'euros provinents del Pla Confiança de la Generalitat Valenciana, l'edifici compta amb planta baixa i dues plantes. La idea de construir un museu va ser aprovada en el Ple de l'Ajuntament en 2009. Les obres de demolició van concloure a principis de 2012 i la construcció va transcórrer durant dotze mesos, entre 2012 i 2013, no exempta de paralitzacions i problemes. L'edifici va ser inaugurat al febrer de 2014 i el museu va obrir les portes al març de 2015.

## Administració
A pesar del fet que el museu és de titularitat municipal, la gestió es realitza a través d'una empresa privada. Es va intentar sense èxit que la gestió recaiguera a la Universitat d'Alacant.

## Col·leccions
Alberga exposicions temporals de diverses temàtiques.